# Toupha

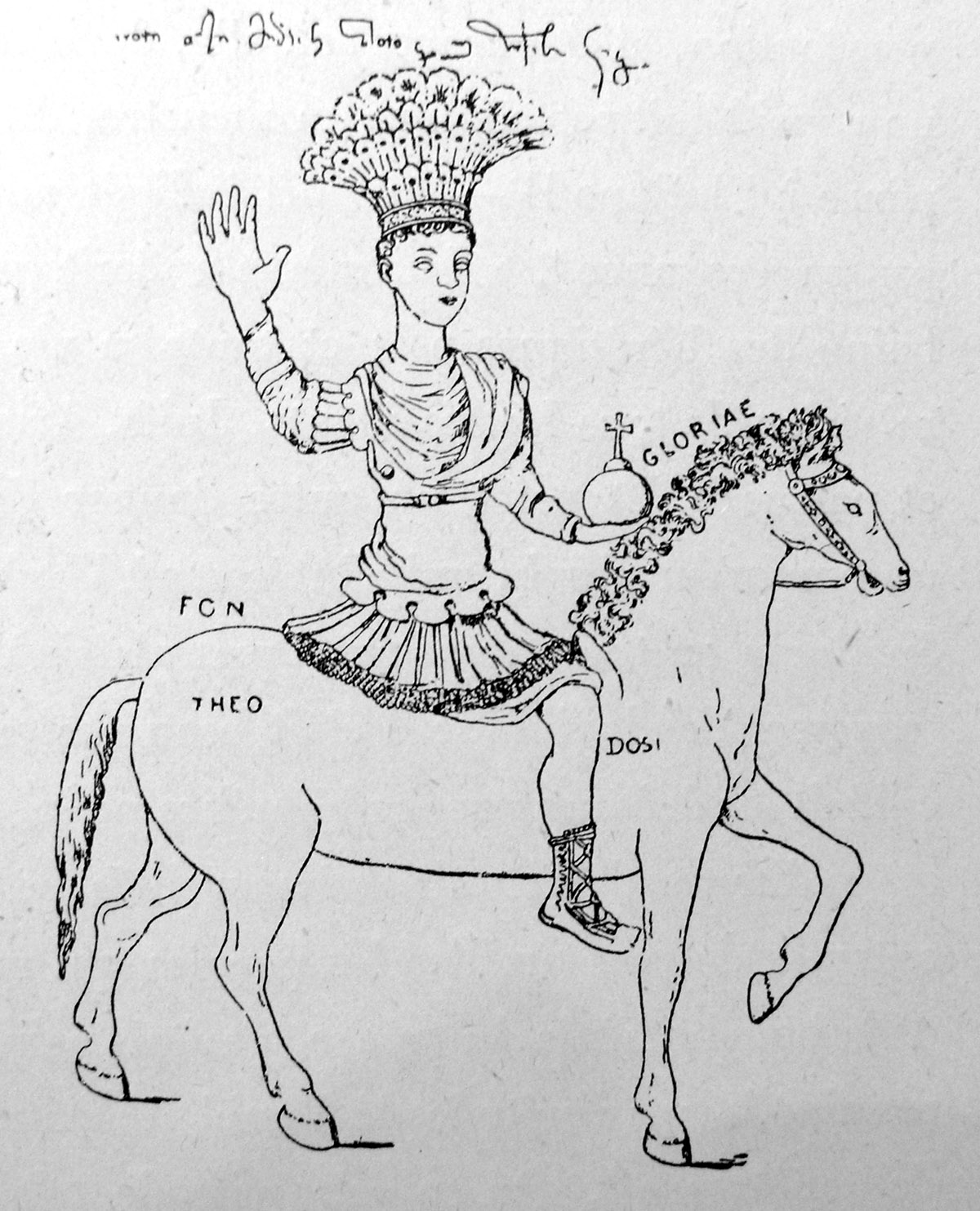
Zeichnung der nicht mehr erhaltenen Reiterstatue Justinian I. von der Justinian-Säule: Der Kaiser mit Toupha

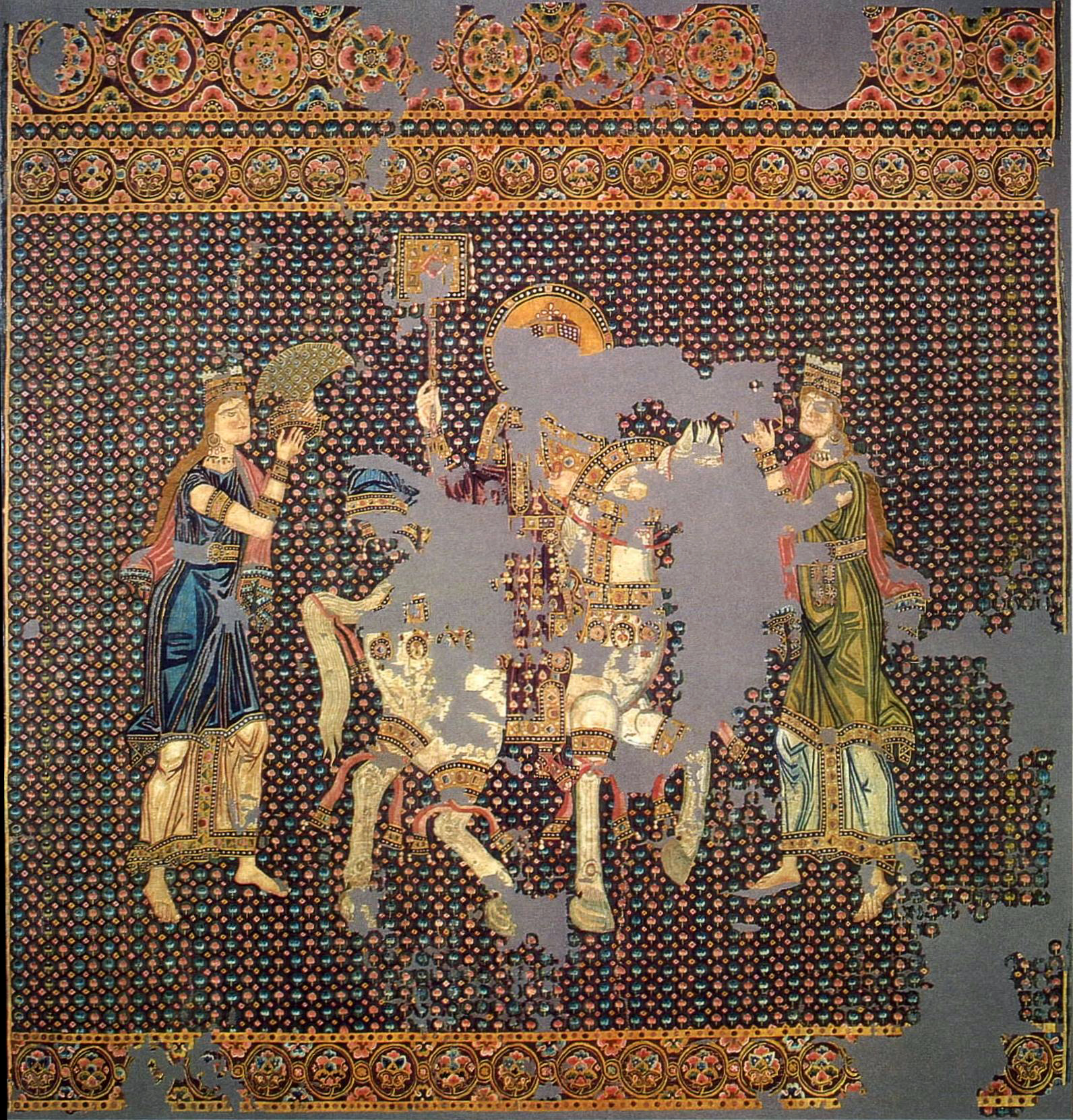
Darstellung einer Toupha auf dem Gunthertuch (links), ca. 970

Die Toupha (gr.: τοῦφα; auch Touphion (τουφίον)) ist eigentlich ein Büschel aus den Haaren oder Federn exotischer Tiere auf einem Reiterhelm oder Kaiserdiadem, im weiteren Sinne bezeichnet der Begriff auch den gesamten mit einer Toupha verzierten Kopfschmuck. Die kaiserliche Toupha wurde nur zu bestimmten Anlässen, wie bei einem Triumphzug, getragen.
Eine der berühmtesten Darstellungen befand sich auf der heute verloren gegangenen Reiterstatue Justinians auf der Justinian-Säule am Augusteion in Konstantinopel, die durch eine Zeichnung aus dem 15. Jahrhundert bekannt ist. Im 9. Jahrhundert fiel der schwere Kopfschmuck von der Statue und musste von einem Akrobaten mit Hilfe eines vom Dach der Hagia Sophia zum Kapitell der Säule gespannten Seil wieder angebracht werden. Kaiser Theophilus belohnte den Akrobaten mit 100 Nomismata, einer byzantinischen Goldmünze.
Später wurde der Begriff Toupha oder Typha gleichbedeutend mit Tiara gebraucht. Im 12. Jahrhundert wurde das Verb typhoomai bei Johannes Zonaras mit der Bedeutung extrem arrogant sein gebraucht.